# Naturschutzgebiet Ehemaliger Yachthafen Harkortsee

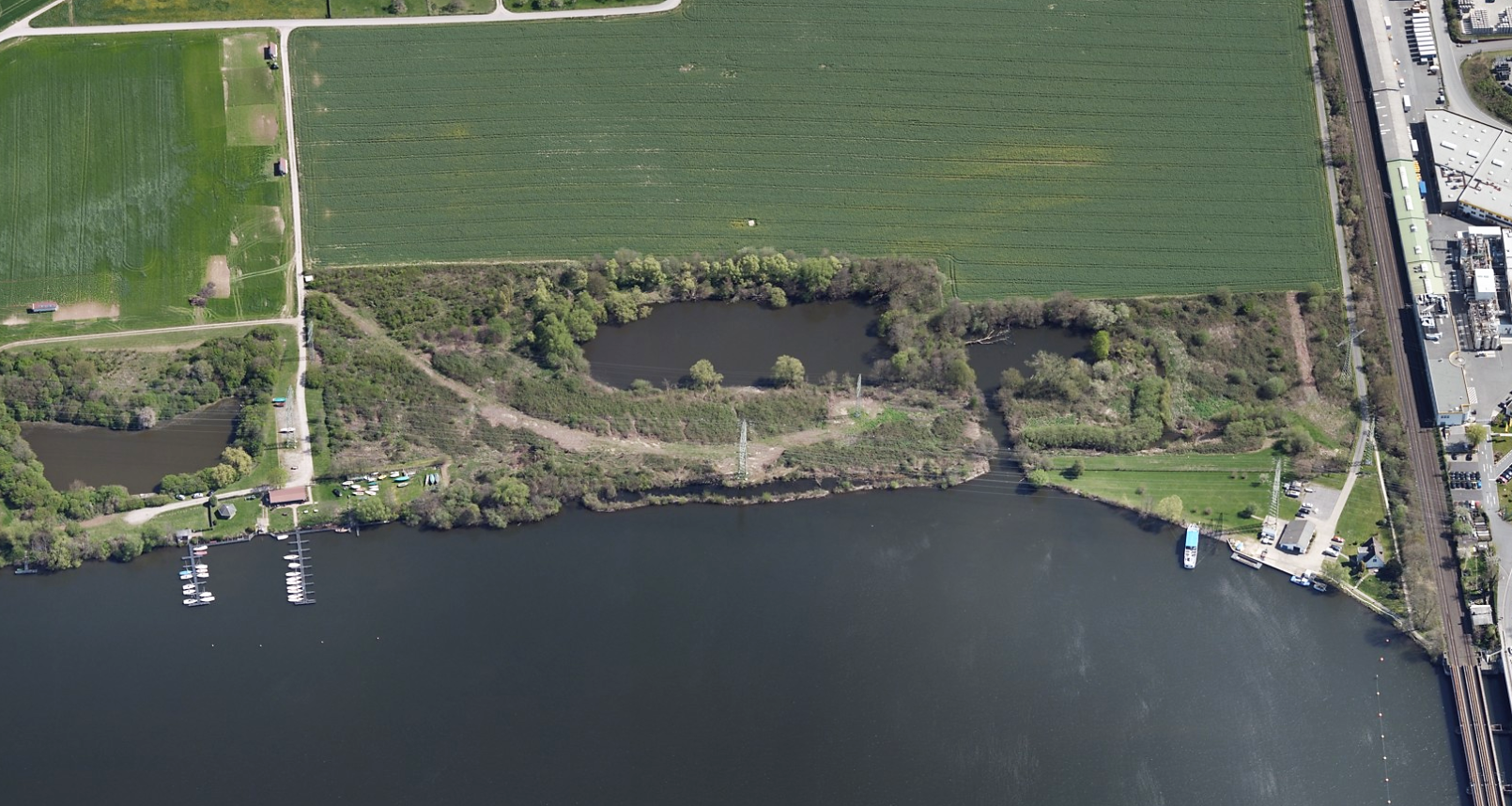
Naturschutzgebiet Ehemaliger Yachthafen Harkortsee

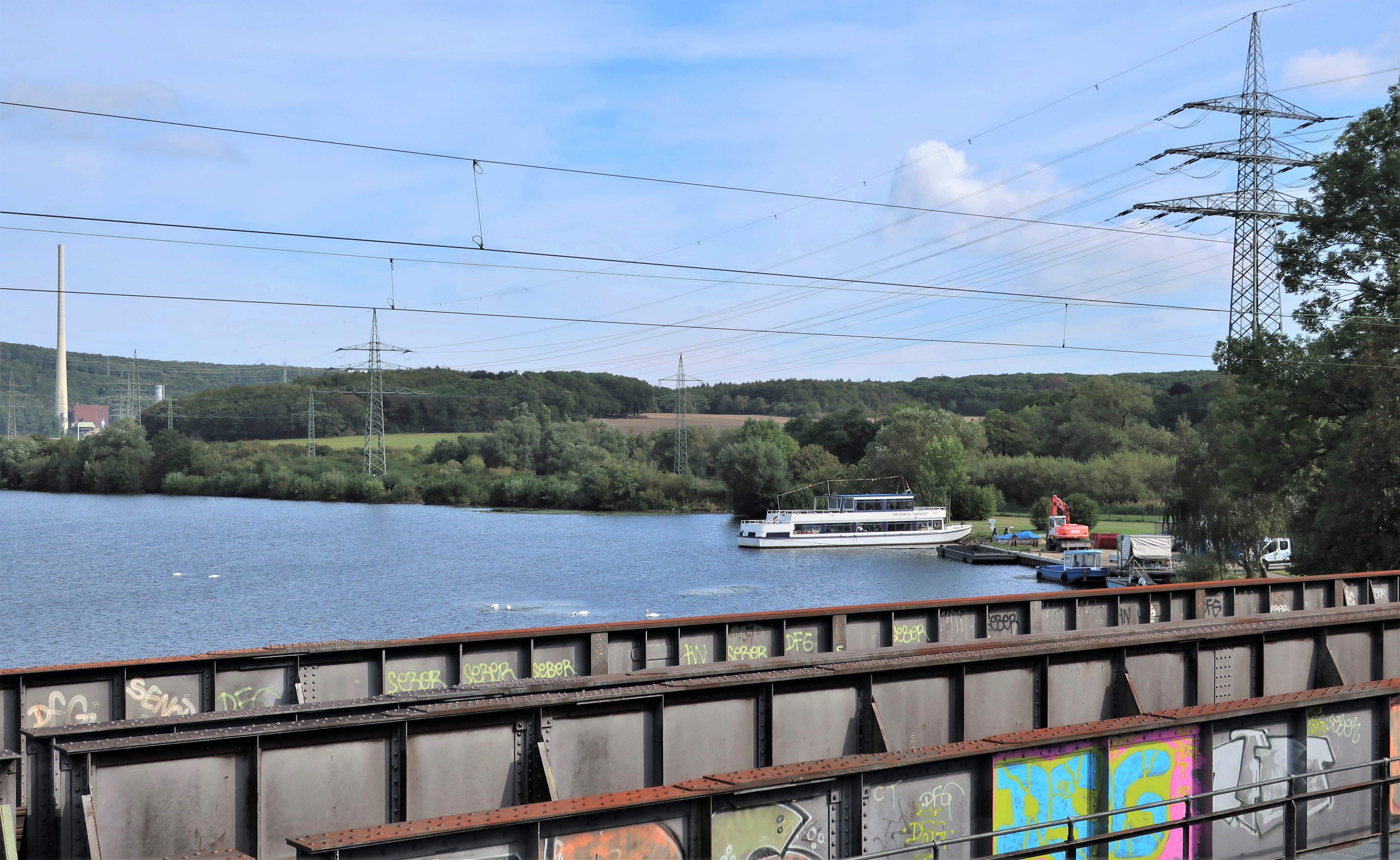
NSG-Ehemaliger Yachthafen Harkortsee

Das Naturschutzgebiet Ehemaliger Yachthafen Harkortsee mit einer Flächengröße von 7,23 ha befindet sich auf dem Gebiet der kreisfreien Stadt Hagen in Nordrhein-Westfalen. Das Naturschutzgebiet (NSG) wurde 1994 mit dem Landschaftsplan der Stadt Hagen vom Stadtrat von Hagen ausgewiesen. Es liegt im Stadtteil Vorhalle. Die Grenze des NSG verläuft teils im Harkortsee. Sonst grenzen meist landwirtschaftliche Flächen an. Das NSG ist vom Landschaftsschutzgebiet Harkortsee umgeben.

## Gebietsbeschreibung
Im NSG umfasst zwei ehemalige, miteinander verbundene Hafenbecken mit 4.000 und 11.500 Quadratmeter Flächengröße, die mit dem Harkortsee in Verbindung stehen sowie die angrenzenden landwirtschaftlich genutzten Flächen. Die Hafenbecken sind von einem dichten Gehölzsaum umgeben, der sich aus einzelnen Weiden und Büschen zusammensetzt. Die offenen Becken haben eine Schwimmblattvegetation wie Teichrose und Sumpf-Wasserstern. Die angrenzenden Röhricht- und Gehölzbestände sind Brutgebiet für Wasservögel, Strauch- und Bodenbrüter wie Sumpfrohrsänger, Rohrammer, Haubentaucher und Teichralle.

## Schutzzweck
Das NSG wurde zur Erhaltung und Wiederherstellung von Lebensgemeinschaften oder Lebensstätten bestimmter wildlebender Pflanzen- und wildlebender Tierarten sowie zur Erhaltung und Entwicklung überregional bedeutsamer Biotope seltener und gefährdeter sowie landschaftsraumtypischer wildlebender Pflanzen- und wildlebender Tierarten von europäischer Bedeutung als Naturschutzgebiet ausgewiesen.

## Verbote und Gebote im NSG
Im NSG ist die fischereiliche Nutzung vom 1. April bis zum 30. Juni, ferner Gastangler und Wettangeln sind verboten. Die Ausübung der Jagd in den Monaten April, Mai, Juni und Juli sowie die Ausübung der Jagd in Form von Treibjagden bzw. Gesellschaftsjagden ist ebenfalls verboten. Für das NSG wurden eine Reihe spezieller Gebote erlassen. Zu den Geboten gehört die Anlage je einer Beobachtungsplattform am Harkortsee und am ehemaligen Yachthafen, ferner die Anlage eines Weges zwischen den Beobachtungsplattformen mit Anschluss an den Uferwanderweg. Um die Abgrenzung des NSG im See sichtbar zu machen, befindet sich im Landschaftsplan das Gebot zur Anlage einer Bojenkette im See.